# عين يهاف
عين يهاف هي موشاف تقع في إسرائيل بالقرب من وادي عربة، تأسس في عام 1962.